# 珀蒂魚
珀蒂魚，為輻鰭魚綱脂鯉目脂鯉亞目脂鯉科的其中一個種，為熱帶淡水魚，分布於南美洲亞馬遜河上游、内格罗河及马代拉河流域，體長可達3.9公分，棲息在底中層水域，成小群活動，屬雜食性，以蠕蟲、甲殼類及植物為食，生活習性不明，為高經濟價值的觀賞魚。

## 扩展阅读
- 維基物種上的相關：珀蒂魚